# Mathias Rosén
Mathias Rosén (23 maart 1973) is een Zweeds voormalig voetballer die tussen 1995 en 1998 uitkwam voor FC Groningen. Hij scoorde daar in 70 wedstrijden 14 maal. Het grootste deel van zijn loopbaan speelde hij voor Kristianstads FF. Rosen heeft astma.